# Liste der Beiträge für den besten fremdsprachigen Film für die Oscarverleihung 1984
Die folgenden 26 Filme, alle aus verschiedenen Ländern, waren Vorschläge in der Kategorie Bester fremdsprachiger Film für die Oscarverleihung 1984. Die hervorgehobenen Titel waren die fünf letztendlich nominierten Filme, welche aus den Ländern Algerien, Frankreich, Schweden, Spanien und Ungarn stammen. Der Preis ging an den Film Fanny und Alexander aus Schweden.

## Beiträge
| Land                            | Deutscher Verleihtitel                                                                                | Sprache(n)     | Originaltitel                  | Regisseur(e)                 | Ergebnis        |
| ------------------------------- | --- | -------------- | ------------------------------ | ---------------------------- | --------------- |
| Algerien                        | Le Bal – Der Tanzpalast                                                                               | Keine          | Le Bal                         | Ettore Scola                 | Nominiert       |
| Volksrepublik China             | Meine Erinnerungen an das alte Peking                                                                 | Mandarin       | 城南旧事 (Cheng nan jiu shi)   | Wu Yigong                    | Nicht Nominiert |
| Dänemark                        | Zappa                                                                                                 | Dänisch        | Zappa                          | Bille August                 | Nicht Nominiert |
| Dominikanische Republik         | Guaguasi                                                                                              | Spanisch       | Guaguasi                       | Jorge Ulla                   | Nicht Nominiert |
| BR Deutschland                  | Die flambierte Frau                                                                                   | Deutsch        | Die flambierte Frau            | Robert van Ackeren           | Nicht Nominiert |
| Deutsche Demokratische Republik | Der Aufenthalt                                                                                        | Deutsch        | Der Aufenthalt                 | Frank Beyer                  | Nicht Nominiert |
| Frankreich                      | Entre Nous – Träume von Zärtlichkeit                                                                  | Französisch    | Coup de foudre                 | Diane Kurys                  | Nominiert       |
| Island                          | Schatten aus dem Jenseits                                                                             | Isländisch     | Húsið                          | Egill Eðvarðsson             | Nicht Nominiert |
| Israel                          | Zug nasui                                                                                             | Hebräisch      | זוג נשוי (Zug nasui)           | Yitzhak Yeshurun             | Nicht Nominiert |
| Italien                         | Fellinis Schiff der Träume                                                                            | Italienisch    | E la nave va                   | Federico Fellini             | Nicht Nominiert |
| Japan                           | Taro und Jiro in der Antarktis                                                                        | Japanisch      | 南極物語 (Nankyoku Monogatari) | Koreyoshi Kurahara           | Nicht Nominiert |
| Jugoslawien                     | Der große Transport                                                                                   | Serbokroatisch | Veliki transport               | Veljko Bulajić               | Nicht Nominiert |
| Kanada                          | Bonheur d'occasion                                                                                    | Französisch    | Bonheur d’occasion             | Claude Fournier              | Nicht Nominiert |
| Mexiko                          | Die unglaubliche und traurige Geschichte von der unschuldigen Eréndira und ihrer herzlosen Großmutter | Spanisch       | Eréndira                       | Ruy Guerra                   | Nicht Nominiert |
| Niederlande                     | Der vierte Mann                                                                                       | Niederländisch | De vierde man                  | Paul Verhoeven               | Nicht Nominiert |
| Österreich                      | Die letzte Runde                                                                                      | Deutsch        | Die Letzte Runde               | Peter Patzak                 | Nicht Nominiert |
| Peru                            | Maruja in der Hölle                                                                                   | Spanisch       | Maruja en el infierno          | Francisco José Lombardi      | Nicht Nominiert |
| Portugal                        | Ohne Schatten von Sünde                                                                               | Portugiesisch  | Sem Sombra de Pecado           | José Fonseca e Costa         | Nicht Nominiert |
| Rumänien                        | Rückkehr aus der Hölle                                                                                | Rumänisch      | Intoarcerea din iad            | Nicolae Mărgineanu           | Nicht Nominiert |
| Schweden                        | Fanny und Alexander                                                                                   | Schwedisch     | Fanny och Alexander            | Ingmar Bergman               | Gewonnen        |
| Schweiz                         | In der weissen Stadt                                                                                  | Französisch    | Dans la ville blanche          | Alain Tanner                 | Nicht Nominiert |
| Spanien                         | Carmen                                                                                                | Spanisch       | Carmen                         | Carlos Saura                 | Nominiert       |
| Sowjetunion                     | Wassa                                                                                                 | Russisch       | Железнова (Васса)              | Gleb Anatoljewitsch Panfilow | Nicht Nominiert |
| Taiwan                          | Growing Up                                                                                            | Mandarin       | 小畢的故事 (Xiao Bi de gu shi) | Chen Kunhou                  | Nicht Nominiert |
| Tschechoslowakei                | Die unvollständige Sonnenfinsternis                                                                   | Tschechisch    | Neúplné zatmění                | Jaromil Jireš                | Nicht Nominiert |
| Ungarn                          | Hiobs Revolte                                                                                         | Ungarisch      | Jób lázadása                   | Imre Gyöngyössy, Barna Kabay | Nominiert       |